# Mikel Goikoetxea

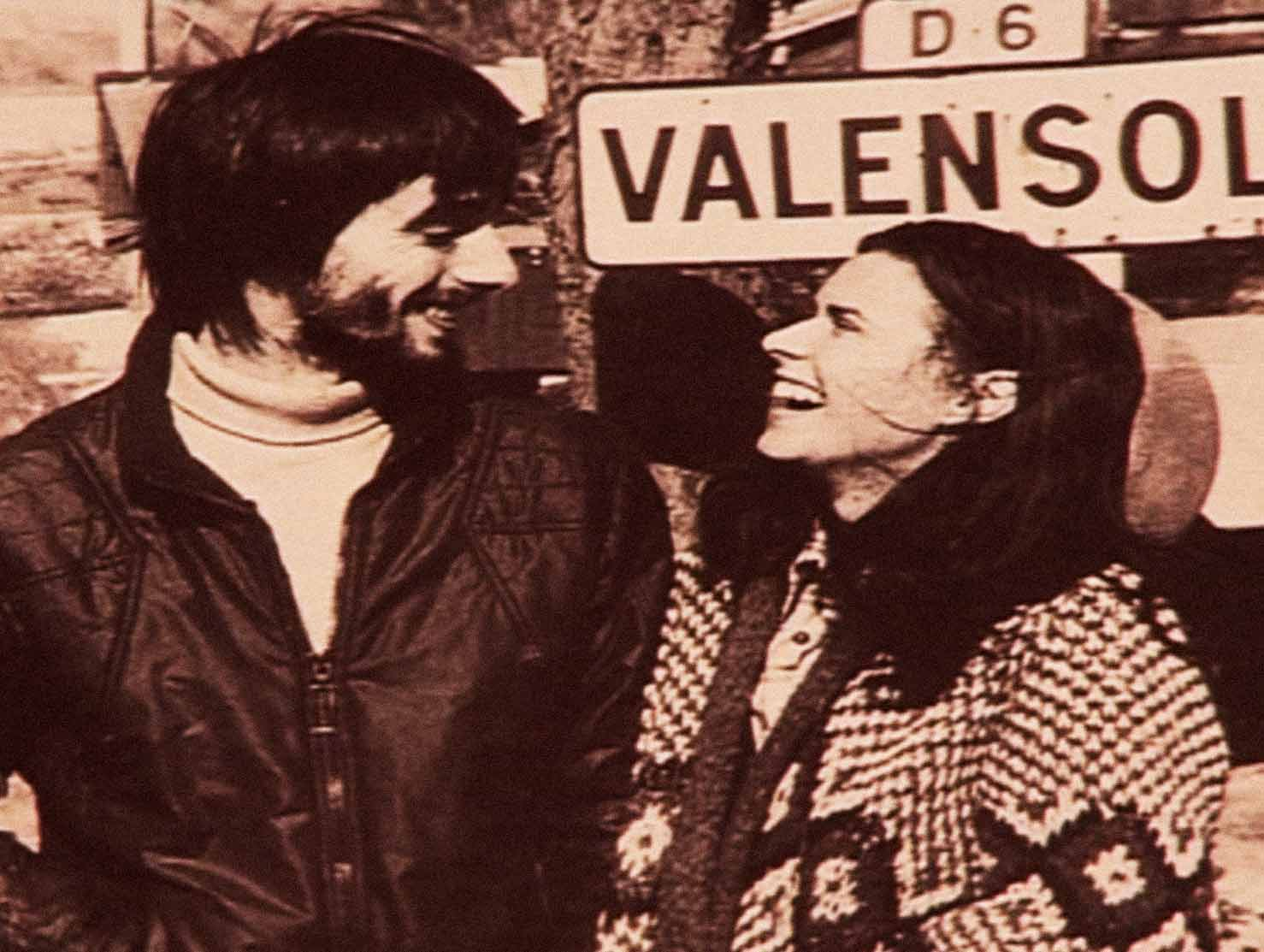
Mikel Goikoetxea, Txapela, con su pareja.

Mikel Goikoetxea Elorriaga "Txapela" (Derio, Vizcaya, 3 de julio de 1956 - San Juan de Luz, Labort, 1 de enero de 1984) fue un terrorista miembro de ETA que participó en 27 atentados con resultado mortal. El 28 de diciembre de 1983 sufrió un atentado en San Juan de Luz a manos del GAL. Los disparos que recibió de un rifle telescópico le provocaron la muerte días más tarde. Falleció el 1 de enero de 1984.

## Familia abertzale
Nació en Derio en el seno de una familia abertzale. Su padre participó en la guerra Civil como soldado. El más joven de cuatro hijos, desde pequeño participó en actividades como la creación de un grupo de danza tradicional o la asociación vecinal de la que formó parte.
Vivió en primera persona las detenciones a su familia. Su hermano mayor, Jon Ugutz, murió bajo los disparos de la Guardia Civil en marzo de 1972, al tratar de atravesar la frontera o muga. Poco después su hermana tuvo que marcharse al País Vasco francés. Finalmente en 1975, las detenciones y amenazas continuas a su familia les instaron a mudarse allí también.

## La vida en San Juan de Luz
En el País Vasco francés se hace miembro de ETA. Recibe formación militar en Argelia, como muchos otros miembros de la banda armada. A pesar de su juventud fue un destacado miembro de la banda y se le acusa de haber tomado parte en varios asesinatos. Ejerció de profesor para la AEK, dando clases de euskera. En enero de 1979 comienza a vivir con Izaskun Ugarte. Llevando una vida debatida entre la militancia y la persecución, tienen dos hijas, Hodei y Haize.
Su amigo Josu Muguruza y sus compañeros de trabajo de AEK definían a Txapela como un revolucionario que, en su vida cotidiana, no lo parecía, como atestiguaban sus buenas relaciones amistosas y familiares. Tenía dotes de líder y una personalidad que arrastraba tras de sí a la gente. Podía ser muy activo y también, cuando se trataba de razonar, muy frío, como sucedía en cualquier biltzar (reunión) de Eta.
A comienzos de 1979 es detenido e internado en Valensole junto con otros fugados. Acabado el confinamiento la policía francesa lo detiene con Martin Apaolaza en Bayona y termina en la prisión de Baumettes de Marsella, en cumplimiento de una orden de extradición española. Allí está tres meses mientras se celebran los juicios pertinentes en Aix-en-Provence atendiendo a dos peticiones de extradición. Denunciando la extradición realizó una huelga de hambre que le llevó a un estado crítico después de 23 días. A causa de dicha situación se llevaron a cabo numerosas manifestaciones en el País Vasco.
El famoso abogado francés Robert Badinter, que más tarde sería Ministro de Justicia de Francia durante el gobierno de Mitterrand, se hace cargo del caso. La petición de extradición de España es desestimada por Francia por la naturaleza política de los crímenes que se le imputaban al defendido.
Se le acusó de haber huido tras haber participado en el tiroteo donde murió María José García Sánchez, policía nacional, el 16 de junio de 1981 cuando estaba acorralado en una casa de Zarauz. En agosto la policía lo detiene en un control de carretera. Después de conducirlo a Bayona y comprobar que tenía todos los papeles en regla le comunican que no puede vivir en ninguno de los nueve departamentos fronterizos.

## Asesinato e incineración
El 28 de diciembre de 1983 a las siete, llegan a San Juan de Luz Txapela, Izaskun y una de sus hijas. Cuando descendió del coche recibió un disparo en el cuello con un rifle de mira telescópica y con silenciador. Murió a causa de las heridas el 1 de enero de 1984 en el hospital de Burdeos. Se cree que el atentado fue perpetrado por miembros del GAL. A pesar de las investigaciones y testimonios el crimen no ha sido esclarecido por completo.
Fue el primer miembro de ETA que decidió ser incinerado, algo en su momento muy criticado. Sus cenizas fueron arrojadas desde una barca en la desembocadura del Bidasoa. En este acto, su compañero el etarra Peixoto lo comparó con una roca cuando terminó su discurso: El pueblo, la piedra... Txapela.

## Documental
En 2009, el director Josu Martinez rodó el documental La hija del mar (Itsasoaren alaba). En él, Haize, la hija de Txapela, recorre los lugares donde estuvo su padre y habla con gente que lo conoció. 